# チニング
チニング (chin-ing) とは、ルアーにてチヌ（黒鯛）を釣ることを指す釣り用語。
対象魚としては本チヌ、キチヌ（キビレ）などの黒鯛。釣法は、ポッパーやペンシルを使うトップチヌ、蝦蛄やエビに似せたMリグ、Oリグの主に3つに分類される。

## タックル
ロッド
6 - 9 ftのバスorトラウトロッドなどやシーバスの7 ft前後のものを使う。今では、チニング専用の竿も市販されている。
リール
D社の2500番 S社の3000番あたりのスピニングリールを用いることが多い。近年はベイトリールを使った「ベイトチニング」が人気を博している。
ライン
6 lb - 10 lb 20lbクラスのリーダー
ルアー
ポッパー、ペンシル、Mリグ、Oリグ、バイブレーション、クランクベイト、ラバージグ

## 漁法
トップチニング
主にポッパーやペンシルなどの水面上のトレースするルアーを用いる。奄美地方で盛んなライトタックルゲーム。
Mリグ
ボトムを這うベイト　蝦蛄やエビなどの似せたルアーでの漁法。主にラパラ社のカウントダウンCD7のフックを外して、ベリー（腹部）のアイにシンカーを固定し テールにダブルフックを上向きに装着させたものが主流。リグとは嶋田仁正が、チヌ用のルアーと使わず「リグ」と命名した。
Oリグ

バイブレーション

クランクベイト

ラバージグ
チヌ用に設計されており、バス用のラバージグのようにブラシで針先をガードするのではなく、独特の形状により海底で立つことによって根がかりを回避する。
テキサスリグ
主に淀川など根掛かりの多発するエリアで使用する。
フリーリグ
近年話題となっている釣法。シンカーを細くすることにより、障害物の回避力が圧倒的に高く、人気を博している。もりぞー（森浩平）はフリーリグ釣法の第一人者である。